# Gaetano Brinciotti
 (Sant'Angelo in Pontano, 12 agosto 1815 – 18 novembre 1868) è stato un arcivescovo cattolico italiano.

## Biografia
Gaetano Brinciotti nacque nel 12 agosto 1815 a Sant'Angelo in Pontano, nell'arcidiocesi di Fermo, da nobile famiglia. Il 22 dicembre 1838 fu ordinato presbitero e il 5 settembre 1851 fu eletto vescovo titolare di Leuce ed ausiliare di Civitavecchia. Nel 1854 fu nominato vescovo di Bagnoregio. Arcivescovo titolare di Sebastea dal 20 dicembre 1867, morì a 53 anni il 18 novembre 1868. Durante il suo episcopato scrisse diverse opere e fu inoltre testimone del miracolo della Madonna del Castellonchio.

## Genealogia episcopale
La genealogia episcopale è:
- Cardinale Scipione Rebiba
- Cardinale Giulio Antonio Santori
- Cardinale Girolamo Bernerio, O.P.
- Arcivescovo Galeazzo Sanvitale
- Cardinale Ludovico Ludovisi
- Cardinale Luigi Caetani
- Cardinale Ulderico Carpegna
- Cardinale Paluzzo Paluzzi Altieri degli Albertoni
- Papa Benedetto XIII
- Papa Benedetto XIV
- Papa Clemente XIII
- Cardinale Marcantonio Colonna
- Cardinale Giacinto Sigismondo Gerdil, B.
- Cardinale Giulio Maria della Somaglia
- Cardinale Carlo Odescalchi, S.I.
- Cardinale Gabriele Ferretti
- Arcivescovo Gaetano Brinciotti